# 天主教科伦巴教区
天主教科倫巴教區（拉丁語：Dioecesis Corumbensis）是巴西一個羅馬天主教教區，屬大坎普總教區。
教區成立於1910年4月5日，包括南馬托格羅索州西北部兩個市。2006年有教友87,100人（佔轄區總人口82.7%）、五個堂區、十二名司鐸。現任主教為若望·阿帕雷西多·貝爾加馬斯科，榮休主教為西吉斯蒙多·馬丁內斯·阿瓦瑞茲。

## 資料文獻
1. ↑   (新闻稿). Holy See Press Office. 2018-12-19  [2019-08-02]. （原始内容存档于2019-08-02） （英语）.